# Phare de Cabo Blanco (Argentine)
Pour les articles homonymes, voir Phare de Cabo Blanco.
Le phare de Cabo Blanco (en espagnol : Faro Cabo Blanco) est un phare actif situé sur Cabo Blanco, à l'extrême sud du golfe San Jorge (département de Deseado), dans la Province de Santa Cruz en Argentine.
Il est géré par le Servicio de Hidrografía Naval (SHN) de la marine.

## Histoire
Construit de 1915 à 1917, le phare a été mis en service le 11 novembre 1917 sur une falaise rocheuse à environ 90 km au nord de Puerto Deseado. À côté de celui-ci on trouve une maison de gardiens et diverses dépendances.
Il se trouve désormais au sein de la réserve naturelle Cabo Blanco

## Légende
D'après une légende, on entendrait dans le phare les bruits d'une machine à écrire depuis la mort brutale dans les années 1950 d'un gardien du phare, officier de marine qui passé son temps libre à taper à la machine. 110 000 briques trapézoïdales issues de la même usine que celles ayant servi à la construction du métro de Buenos Aires et à la cathédrale de La Plata, ont été apportées pour ériger la tour.

## Description
Ce phare est un tour tronconique en brique rouge, avec une galerie et une lanterne de 27 m de haut. La tour est non peinte et la lanterne est noire. Il émet, à une hauteur focale de 67 m, cinq longs éclats blancs de 1,5 seconde par période de 40 secondes. Sa portée est de 13.9 milles nautiques (environ 26 km).
- Identifiant : ARLHS : ARG-001 - Amirauté : G1134 - NGA : 110-19912.

|                                |
| Localisation : golfe San Jorge |

|          |
| Le phare |